# Hoàng Xuân Sính
Hoàng Xuân Sính (sinh ngày 5 tháng 9 năm 1933) là một nữ chính khách, nhà quản lý giáo dục, nhà toán học, giáo sư và nhà giáo Nhân dân người Việt Nam. Bà là nữ giáo sư toán học đầu tiên của Việt Nam.

## Xuất thân và sự nghiệp
Bà là người làng Cót, Từ Liêm, Hà Nội (nay thuộc phường Yên Hòa, quận Cầu Giấy).
Năm 1951, sau khi tốt nghiệp bằng tú tài 1 tại Trường THPT Chu Văn An (Hà Nội), ban sinh ngữ, tiếng Anh và tiếng Pháp, Hoàng Xuân Sính được cậu ruột đón sang Pháp học tiếp chương trình phổ thông, rồi lên đại học, chuyên ngành toán học. Tốt nghiệp Đại học Toulouse (Pháp), bà tiếp tục học để thi agrégation (kì thi tuyển dụng công chức giáo dục của Pháp). Sau đó bà về nước dạy tại Trường Đại học Sư phạm Hà Nội.
Bà làm nghiên cứu sinh trong nước dưới sự hướng dẫn của nhà toán học nổi tiếng người Pháp Alexander Grothendieck. Luận án Tiến sĩ Toán học của bà có nhan đề "Các Gr-phạm trù" được bảo vệ tại Đại học Paris 7 vào năm 1975. Trước khi sang Paris bảo vệ luận án, bà đã trình bày kết quả nghiên cứu của mình tại Đại hội Toán học Việt Nam năm 1971 ở Hà Nội và Đại hội Toán học thế giới năm 1974 được tổ chức ở Vancouver (Canada).
Sau khi bảo vệ luận án tiến sĩ tại Paris, bà trở về Việt Nam, bắt đầu công việc giảng dạy toán học và biên soạn sách giáo khoa đại học cũng như phổ thông. Bà từng là chủ nhiệm bộ môn Đại số kiêm trưởng khoa Toán-Tin học tại trường Đại học Sư phạm Hà Nội.
Bà là một trong những người sáng lập ra trường Đại học Thăng Long, là đại học tư thục đầu tiên của Việt Nam, thành lập ngày 15 tháng 12 năm 1988. Hiện nay, bà đang là Chủ tịch Hội đồng quản trị của trường. Bà là thành viên Hội đồng xét tặng Giải thưởng khoa học Kovalevskaya ở Việt Nam. Nhiều lần bà được giao trọng trách là Trưởng Đoàn học sinh Việt Nam đi dự Olympic Toán Quốc tế. Bà từng là Phó Chủ tịch Đoàn chủ tịch Mặt trận Tổ quốc Việt Nam khóa VI (2004), Ủy viên Hội đồng chính sách Khoa học và Công nghệ Quốc gia, Ủy viên Hội đồng Giáo dục Quốc gia, Ủy viên Hồi đồng biên soạn Từ điển Bách khoa Việt Nam.

## Thành tích nổi bật
Bà được Nhà nước Việt Nam phong tặng danh hiệu Nhà giáo Nhân dân năm 1996.
Bà được chính phủ Pháp (Gouvernement de la République française) trao tặng "Huân chương Cành cọ Hàn lâm" vào năm 2003 vì những đóng góp to lớn của cá nhân bà cho công cuộc phát triển và hợp tác nghiên cứu khoa học giữa hai quốc gia Pháp-Việt.

## Nghiên cứu khoa học
Các nghiên cứu toán học của bà xoay quanh một lớp các Groupoid: các Gr-phạm trù ngặt.
Bà đã công bố các bài báo, nghiên cứu khoa học sau đây:
1. Hoàng Xuân Sính. Catégories de Picard restreintes. (French) [Restricted Picard categories] Acta Math. Vietnam. 7 (1982), no. 1, p. 117–122. (Phạm trù Picard thu hẹp).
2. Hoàng Xuân Sính. Gr-catégories strictes. (French) Acta Math. Vietnam. 3 (1978), no. 2, p. 47–59. (Gr-phạm trù ngặt).

## Nhận xét
Trong bản ghi chú Récoltes et Semailles của mình, nhà toán học người Pháp Alexander Grothendieck viết về bà: "[...] Một trường hợp đặc biệt khác là trường hợp của Bà Sính. Tôi gặp bà ấy ở Hà Nội tháng 12 năm 1967, trong một xê-mi-na do tôi trình bày tại trường sơ tán Hà Nội. Năm sau đó tôi đề xuất một đề tài nghiên cứu tiến sỹ cho bà ấy. Bà ấy làm việc trong tình cảnh khó khăn của chiến tranh; các liên hệ của tôi với bà ấy không được liên tục. Năm 1974/75, bà ấy đã có thể tới Pháp (nhân dịp Đại hội toán học quốc tế ở Vancouver), và bảo vệ luận án ở Paris (trước hội đồng chỉ định bởi Cartan, gồm có thêm Schwartz, Deny, Zisman và tôi) [...]".
Về thành quả toán học của bà, Grothendieck viết trong một lá thư gửi R. Brown vào ngày 5 tháng 5 năm 1982: "[...] Quillen có một cách tiếp cận đầy hứa hẹn với các K-bất biến bậc cao mà, theo ông ấy, thực ra là tương đương với một trình bày theo kiểu tính toán một định nghĩa trừu tượng mà tôi đã nghĩ tới, dựa theo "các phạm trù n-Picard enveloping" của một phạm trù cộng tính C, mà, các bất biến {\displaystyle \pi _{i}} sẽ cho các bất biến {\displaystyle K^{i}(C)}. (Trường hợp {\displaystyle n=1} đã được xử lý bởi một sinh viên người Việt Nam của tôi tại thời điểm đó: bà Sính) [...]".

## Tư tưởng giáo dục
Được ảnh hưởng bởi Grothendieck, bà cho rằng:
- Một nhà giáo tốt là một nhà giáo biết làm những thứ phức tạp trở nên đơn giản.
- Chúng ta nên tránh những điều hư cấu (giả tạo), sống thật với cảm xúc và trân trọng những con người đơn giản.[23][24]